# Parafia św. Stanisława Biskupa i Męczennika w Osieku Górnym
Parafia św. Stanisława Biskupa i Męczennika w Osieku Górnym – ośrodek duszpasterski znajdujący się w Osieku. Należy do dekanatu Osiek diecezji bielsko-żywieckiej. Powstała w 1991, początkowo jako ośrodek duszpasterski.